# Египетское письмо
Еги́петское письмо́, Маду нетчер (егип. транслит. mdw nTr, «слова бога») — письменность, принятая в Древнем Египте на протяжении почти 3500 лет, начиная с рубежа 4-го и 3-го тыс. до н. э. Является рисуночным письмом, дополненным фонетическими знаками (лого-консонантный тип) — сочетает элементы идеографического, силлабического и фонетического писем. Со временем стало разделяться на три вида написания: иероглифику, от которой произошла более беглая иератика, развившаяся ок. 700 г. до н. э. в ещё более быстрый курсив с большим количеством лигатур — демотику. Ни один из этих видов письма полностью не замещал остальные, и все они использовались до конца греко-римского периода. Научная дисциплина, изучающая египетское письмо — лингвистическая египтология.

## История
По представлениям древних египтян письмо находилось под особым покровительством бога Тота, также в египетской религии существовала богиня письма — Сешат. Искусство владения письменностью в Египте было прерогативой консервативной и приверженной традициям прослойки писцов, которые ограничивали влияние на него разговорной речи. Египетский язык за множество веков истории этой цивилизации сильно менялся, и речь египтян эпохи римского владычества была мало похожа на речь времён Старого царства. Хотя появлявшиеся периодически новые формы разговорного языка почти не отражались в современных им иероглифических надписях, тем не менее, письменность тоже претерпевала изменения и значительно различалась с течением времени:1. Последние надписи на египетской иероглифике относятся к 394 году н. э., на демотике — к 452 году.

## Расшифровка египетской письменности

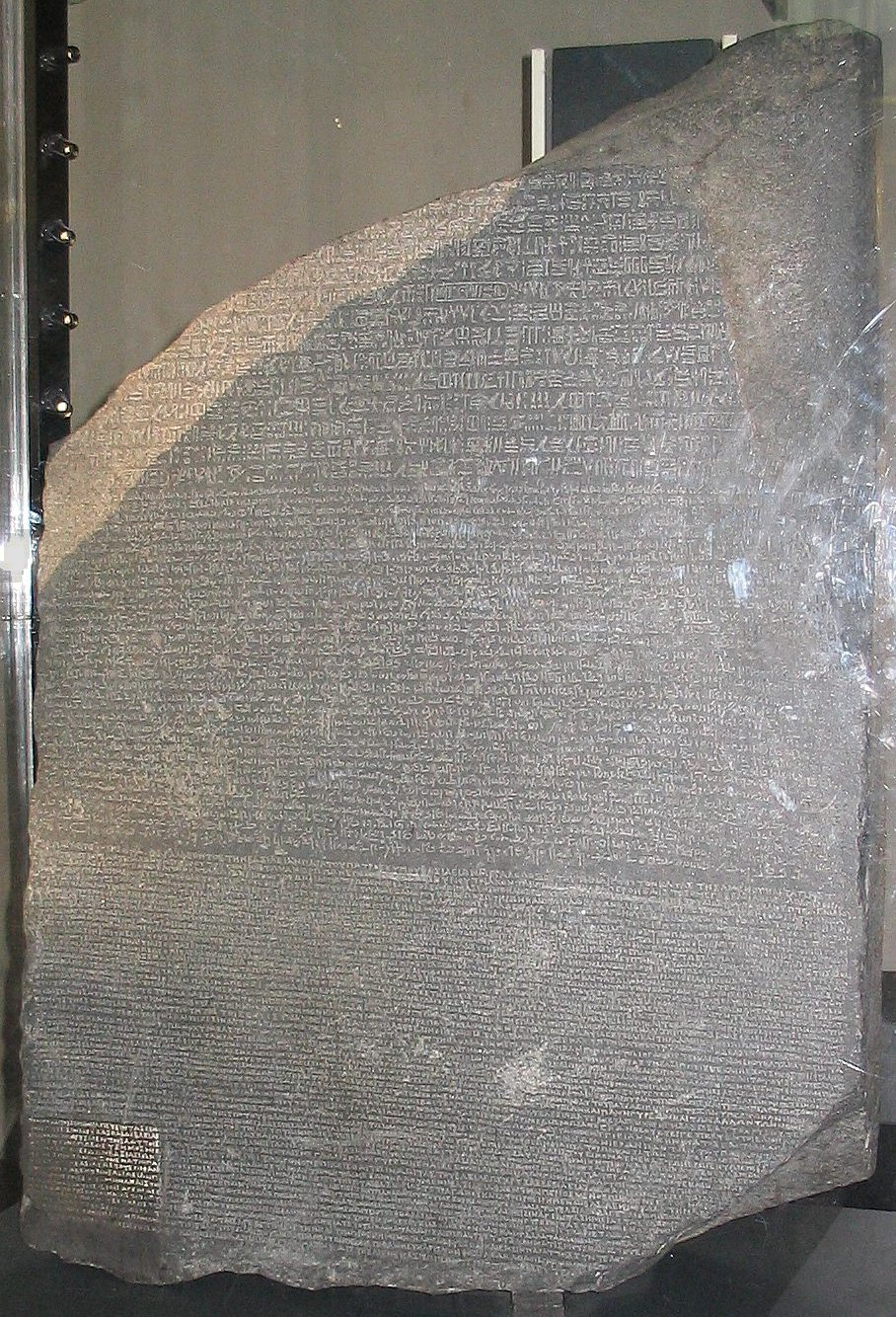
Розеттский камень в Британском музее

Античные авторы, писавшие о древнеегипетской письменности (Геродот, Страбон, Диодор, а в особенности Гораполлон), преувеличивали её символический характер. По их мнению, египетские иероглифы обозначали целые слова и даже религиозно-философские понятия. Правда, у некоторых античных писателей можно найти и весьма ценные наблюдения. Так, Плутарх, считая в целом египетское письмо символическим, сообщает, что египтяне имели алфавит из 25 знаков. Геродот, путешествовавший по Египту в середине V в. до н. э., отмечает, что у египтян было два вида письма: «священное» и «народное». Климент Александрийский насчитывал три вида письма: 1. иероглифику, то есть священное письмо, высеченное на камне; 2. иератическое — священное письмо жреческих свитков; 3. эпистолографику — письмо для повседневного употребления.
Первая известная попытка дешифровки египетских надписей принадлежит арабским историкам в X—XI веках. Частичного успеха добился Ибн Вахшия благодаря знанию коптского языка.
Европейские ученые в XVI—XVII веках, опираясь на неточные и неясные высказывания античных авторов, повторяли их ошибки и поэтому не смогли правильно подойти к делу дешифровки египетских надписей. В XVIII в. некоторые ученые, например де Гинь, Соэга и другие, правильно установили, что египетские иероглифы отчасти обозначали звуки и что в картушах (овальных рамках) содержались собственные, очевидно, царские имена. Далее Томас Юнг установил наличие фонетических знаков в египетской письменности, правильно определил значение ряда иероглифов и разобрал несколько имён. Однако честь окончательной дешифровки иероглифов принадлежит французскому ученому Франсуа Шампольону. Критически использовав достижения своих предшественников, Шампольон тщательно изучил многочисленные надписи, добытые во время наполеоновской экспедиции и изданные в «Описании Египта»; особое внимание он обратил на Розеттскую двуязычную надпись, начертанную на греческом языке греческими буквами и на египетском — иероглифами и демотическими (наиболее скорописными) знаками. В 1822 году Шампольон добился правильного прочтения ряда слов и имён в этой надписи, верно предположив, что египетские иероглифы обозначали не только целые слова, но также отдельные слоги и звуки. Шампольон сопоставил греческие имена Птолемей и другие, встречающиеся в греко-египетской Розеттской надписи, с соответствующими начертаниями этих имён в иероглифических надписях. Таким образом, Шампольону удалось установить, что некоторые египетские иероглифы имеют чисто звуковое значение, и, больше того, определить почти все знаки египетского алфавита. Однако Шампольон не остановился на этой первой стадии дешифровки. Упорно работая над изучением известных ему надписей, он сделал попытку составить грамматику и словарь египетского языка. Его научные труды дали сильный толчок развитию египтологии, главным образом в области изучения языка и письменности древних египтян.
В этом отношении большой вклад в египтологию сделали де Руже, Шаба, Масперо, Лепсиус, Бругш, Эрман, Зете, Гардинер и русский учёный В. С. Голенищев. Наиболее успешно над дешифровкой демотических надписей, сделанных упрощенной скорописью, работали Бругш, Ревию, Шпигельберг, Гриффиз и чехословацкий учёный Ф. Лекса.